# Andrzej Grubba

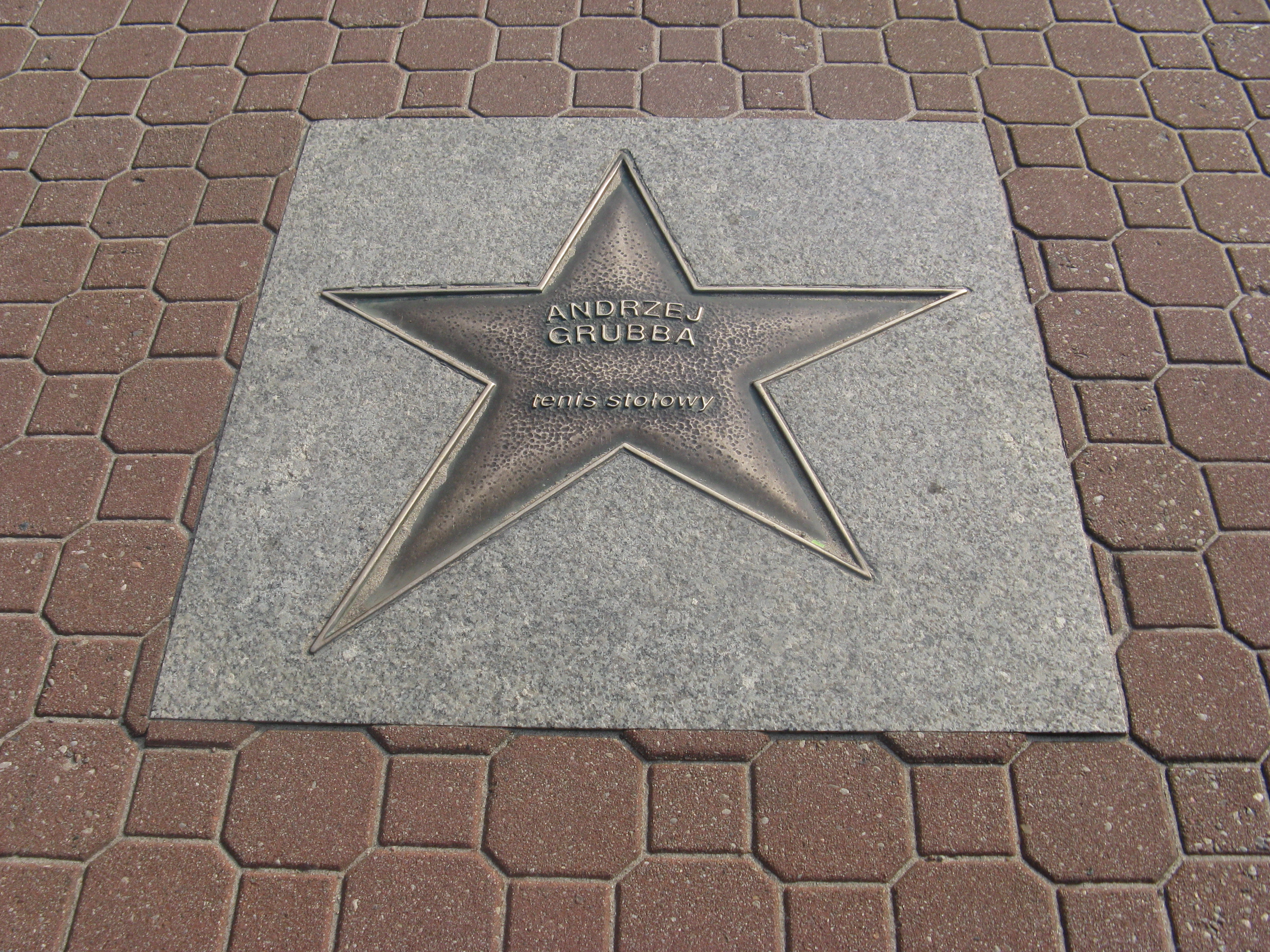
Gwiazda w Alei Gwiazd Sportu we Władysławowie

Andrzej Stanisław Grubbaⓘ (ur. 14 maja 1958 w Brzeźnie Wielkim, zm. 21 lipca 2005 w Sopocie) – polski tenisista stołowy.

## Życiorys
Syn Alojzego (zm. 2019) i Ludomiry (1932–2025). Pochodził z rodziny nauczycielskiej. Miał żonę Lucynę oraz dwóch synów: Macieja i Tomasza. Absolwent III LO im. Bohaterów Westerplatte w Gdańsku. Ukończył gdańską AWF.
Swoją karierę zaczynał w klubie Neptun Starogard, w którym grał od 1972 do 1973. W latach 1973–1976 był zawodnikiem klubu AZS Uniwersytet Gdański. Od 1976 do 1985 reprezentował barwy klubu AZS-AWF Gdańsk. W 1985 rozpoczął występy w niemieckim klubie tenisa stołowego TTC Zugbrucke Grenzau, w którym grał do 1987. W czasie swojej kariery był sponsorowany przez japońską firmę tenisa stołowego Butterfly (uważa się go za pierwszego promotora tej firmy w Polsce). Zwycięzca plebiscytu czytelników „Przeglądu Sportowego” na najlepszego sportowca Polski w 1984.

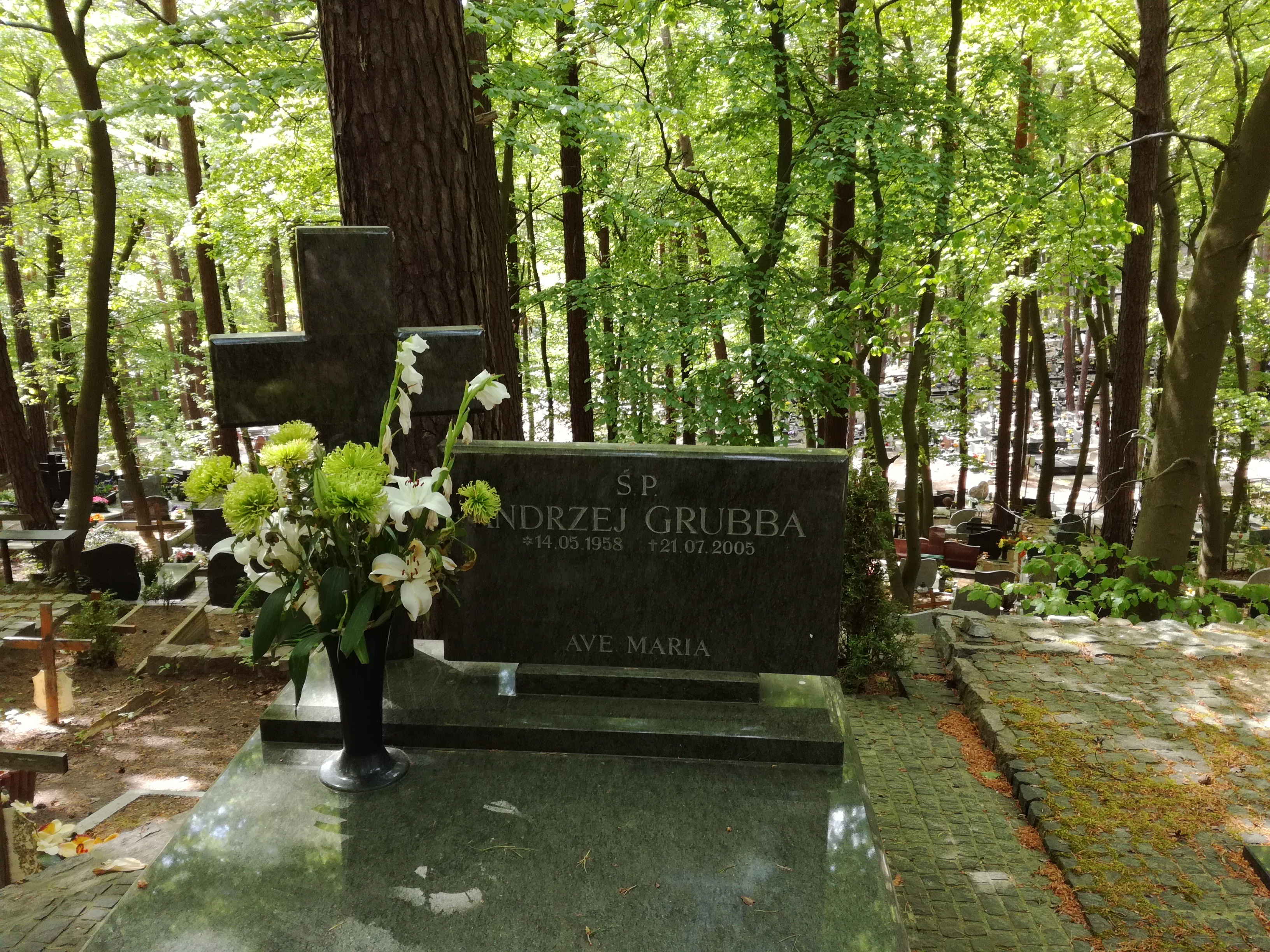
Grób Andrzeja Grubby na Cmentarzu Komunalnym w Sopocie

W 1998 r. zakończył karierę sportową. 4 października 2004 Grubba dowiedział się, że ma raka płuc. Zmarł rano, 21 lipca 2005, w swoim mieszkaniu w Sopocie. 25 lipca 2005 został pochowany na cmentarzu komunalnym w Sopocie (kwatera N10-16-1). Jest uważany za najlepszego zawodnika w historii polskiego tenisa stołowego. Grał prawą ręką, mimo że był leworęczny. 6 kwietnia 2014 roku w Białymstoku odbyła się pierwsza edycja Grubba Polish Champions – Turniej Mistrzów w Tenisie Stołowym. Zwycięzcą turnieju został Jean-Michel Saive.
Sprzęt (którym grał w czasie swojej kariery)
- Deska: Andrzej Grubba (ALL+)
- Okładziny: Sriver D13-L (grubość podkładu: 1,9; po obu stronach)

## Osiągnięcia
- Brązowy medalista mistrzostw świata w turnieju drużynowym w 1985
- Brązowy medalista mistrzostw świata w grze podwójnej w parze z Leszkiem Kucharskim w 1987
- Brązowy medalista mistrzostw świata w grze pojedynczej w 1989
- Zdobywca Pucharu Świata w 1988
- 2-krotny finalista Pucharu Świata
- Mistrz Europy w grze mieszanej z Holenderką Bettiną Vriesekoop w 1982
- 4-krotny srebrny medalista mistrzostw Europy
- 7-krotny brązowy medalista mistrzostw Europy
- 26-krotny mistrz Polski (w tym 12-krotny w grze pojedynczej)
- 3-krotny uczestnik igrzysk olimpijskich w 1988, 1992 i 1996
- 2-krotne dojście do 1/8 finału na igrzyskach olimpijskich w grze pojedynczej w 1988 i w 1992
- 6. miejsce na igrzyskach olimpijskich w grze podwójnej w parze z Leszkiem Kucharskim w 1988

## Odznaczenia
- Krzyż Kawalerski Orderu Odrodzenia Polski (1998, za wybitne osiągnięcia sportowe)[16]
- Złoty Medal za Wybitne Osiągnięcia Sportowe (1982)[17]
- Osobowość 60-lecia Kroniki Sportowej – Polskie Radio[18]

## Upamiętnienie
- Jest patronem Szkoły Podstawowej w Otłowcu (woj. pomorskie, powiat kwidzyński, gmina Gardeja)[19], Szkoły Podstawowej w Przytocku (woj. pomorskie, powiat słupski, gmina Kępice), Publicznej Szkoły Podstawowej w Zelgoszczy (woj. pomorskie, powiat starogardzki, gmina Lubichowo) oraz Szkoły Podstawowej w Kąkolewie (woj. wielkopolskie, gmina Grodzisk Wielkopolski – w uroczystości nadania imienia szkole, na zaproszenie organizatorów uczestniczyła wdowa po sportowcu, pani Lucyna Grubba), jego imię nosi hala sportowa w Starogardzie Gdańskim oraz w Brzegu Dolnym.
- W listopadzie 2020 roku został patronem jednego z gdańskich tramwajów[20].